# 陕八纺蛛
陕八纺蛛（学名：Liphistius schensiensis）为节板蛛科八纺蛛属的动物。在中国大陆，分布于陕西等地，生活习性为穴居。该物种的模式产地在陕西。